# セレウコス3世
セレウコス3世ソテル（古代ギリシア語: Σέλευκος Γ΄ ὁ Σωτήρ, ὁ Κεραυνός、紀元前243年 - 紀元前223年、在位:紀元前225年12月 - 紀元前223年4月または6月）は、セレウコス朝の君主。セレウコス2世とラオディケの長男。

## 生涯
セレウコス3世の生名は大叔父のアレクサンドロスにちなんでアレクサンドロスと名付けられた。父のセレウコス2世が王に即位すると、セレウコスに名を変えた。父が死ぬと跡を継ぐが、わずか3年間（紀元前225年 - 紀元前223年）の治世だった。彼はペルガモンのアッタロス1世との戦争に勝利できず、軍によりアナトリアで暗殺された。セレウコスの別名ソテルは救世主を意味し、あだ名のケラウノスは雷を意味する。